# Lijst van Surinaamse dansstijlen
Dit is een lijst van Surinaamse dansstijlen. De dansen horen specifiek bij Suriname en kennen in sommige gevallen een oorsprong in het oorspronkelijke land van een bevolkingsgroep.

## A

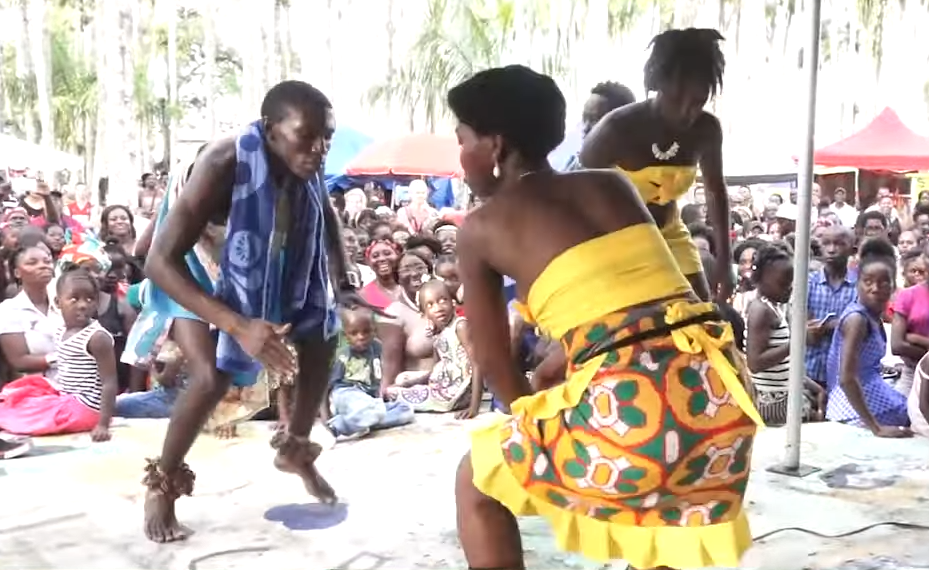
Awasa

- Awasa

## B

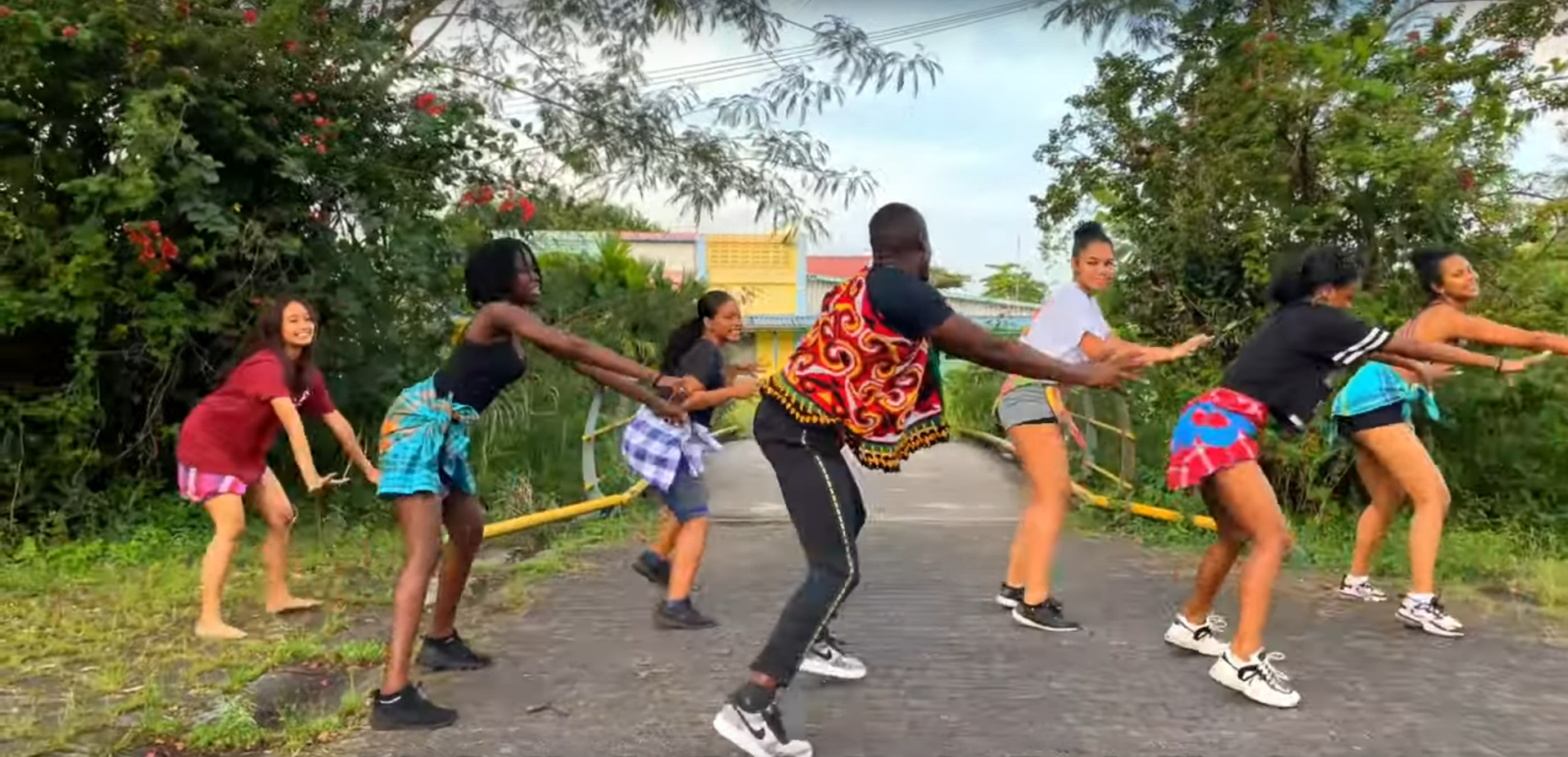
Banamba

- Banja
- Banamba

## J

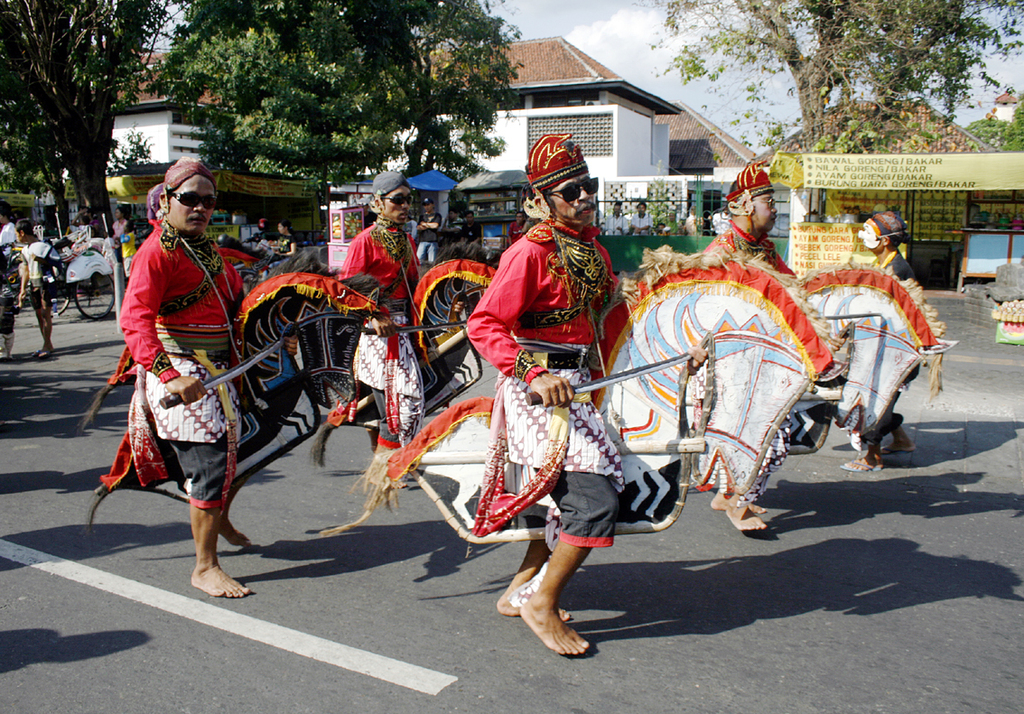
Jaran képang

- Jaran képang

## K
- Kaboela
- Kanga

## L
- Laku
- Londa ke nác

## M
- Maraka

## S
- Sekete
- Set-dansi
- Soko
- Songé
- Susa

## T
- Tuka

## W

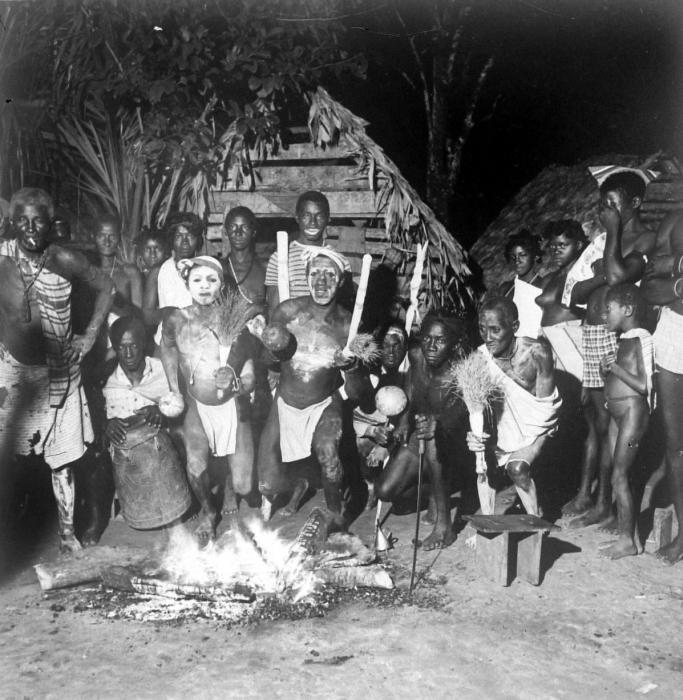
Na afloop van een Wintiprei

- Wintiprei